# مرد (فیلم ۲۰۱۵)
مرد (انگلیسی: Man) (به هندی: Aambala) فیلم کمدی اکشن هندی تامیل-زبان، تولید سال ۲۰۱۵ است که کارگردانی آن را سوندار سی. بر عهده داشت و تهیه‌کننده آن ویشال بود که نقش اصلی را خود ویشال بازی کرد، در کنار او بازیگرانی از جمله هانیسکا موتوانی، پرابو، وایبهاو ردی، سانتانام، ساتیش، رامیا کریشنان، کیران راتود، آیشواریا، ماداوی لاتا، مدهوریما و پرادیپ راوات به ایفای نقش پرداخته‌اند.

## اکران فیلم
سینما
فیلم همزمان با فستیوال پونگال، در روز ۱۵ ژانویه ۲۰۱۵ اکران شد.
نمایش خانگی
حق پخش ماهواره‌ای  فیلم به کانال سان تی‌وی فروخته شد.

## بازخورد
نقدهای متفاوتی از سوی منتقدان به این فیلم وارد شد.